# Pont de Ribamala
El Pont de Ribamala és un pont de Sant Joan de les Abadesses (Ripollès) protegit com a Bé Cultural d'Interès Local.

## Descripció
Es tracta d'un pont metàl·lic alçat sobre el riu Ter. Té una llargada de 60 metres i consta de tres vans recolzats sobre quatre pilars. Dos dels tres trams es troben sobre el curs del riu. El material emprat és la pedra.
Als anys noranta del segle xx va construir-se una barana de ferro. Alhora, es va afegir formigó a la base del primitiu pont i va asfaltar-se per permetre el pas de vehicles.

## Història
L'any 1880 va inaugurar-se la línia Granollers-Ripoll-Toralles, a la construcció de la qual va participar Gustave Eiffel amb el disseny de ponts i viaductes.
L'any 1930 el pont es va reforçar ja que hi ha una placa a la barana exterior on consta: “Sociedad Española de Construcciones GALINDO. Año 1930. Bilbao. Babcock&Wilcox”.